# Huy chương C.F.Hansen

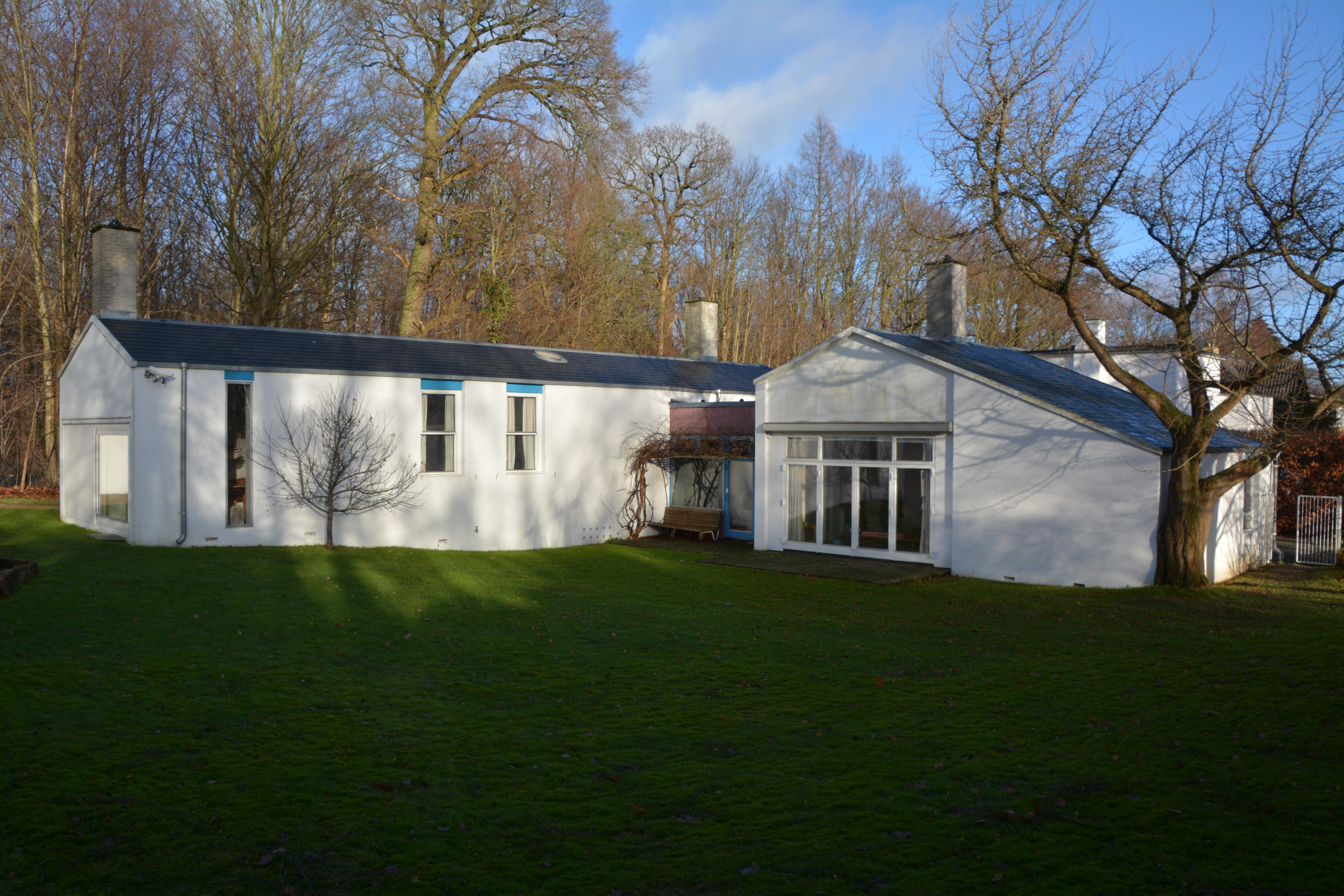
Finn Juhls hus 01

Huy chương C.F. Hansen (tiếng Đan Mạch: C.F. Hansen Medaillen) là một huy chương của Học viện Mỹ thuật Hoàng gia Đan Mạch (Det Kongelige Akademi for de Skønne Kunster) dành cho những kiến trúc sư Đan Mạch có công trình kiến trúc xuất sắc. Huy chương này được gọi theo tên kiến trúc sư Christian Frederik Hansen và được thành lập từ năm 1830.

## Danh sách người được trao Huy chương[1]
- 1833: Johan Jacob Deuntzer và Gottlieb Bindesbøll
- 1835: N.S. Nebelong
- 1838: L.A. Winstrup
- 1841: H.C. Stilling
- 1850: Ferdinand Meldahl
- 1856: C.V. Nielsen
- 1857: Vilhelm Petersen
- 1859: Vilhelm Dahlerup
- 1875: P.C. Bønecke
- 1891: Vilhelm Holck
- 1886: Vilhelm Friederichsen
- 1893: Axel Berg
- 1907: Sven Risom
- 1914: Thomas Havning
- 1917: Ejnar Dyggve
- 1918: Charles Christensen và Christian Kampmann
- 1921: Marius Pedersen
- 1923: Ragnar Östberg
- 1924: P.V. Jensen Klint và Ib Lunding
- 1926: Holger Jacobsen
- 1930: Henning Jørgensen
- 1934: Preben Hansen
- 1935: Hans Christian Hansen
- 1937: Ejner Graae và Henning Helger
- 1943: Ivar Bentsen
- 1944: Finn Juhl
- 1945: G.N. Brandt
- 1947: C.F. Møller và Kay Fisker
- 1949: Kai Christensen
- 1950: Ejnar Dyggve
- 1951: Erik Christian Sørensen
- 1954: Kaare Klint và Vilhelm Lauritzen
- 1955: Arne Jacobsen và Bertel Udsen
- 1963: Mogens Koch
- 1966: F.C. Lund
- 1967: Jørn Utzon
- 1971: Mogens Lassen
- 1972: Børge Mogensen
- 1973: Peter Bredsdorff
- 1977: Steen Eiler Rasmussen
- 1978: Lis Ahlmann
- 1979: Vilhelm Wohlert
- 1980: Viggo Møller-Jensen
- 1982: Hans J. Wegner
- 1983: Jørgen Bo
- 1985: Henning Larsen
- 1986: Svend Algren, Jens Thomas Arnfred, Michael Sten Johnsen và Steffen Kragh
- 1987: Knud Friis và Elmar Moltke Nielsen
- 1988: Johan Richter
- 1989: Erik Christian Sørensen và Vibeke Klint
- 1991: Nanna Ditzel, Hans Dissing và Otto Weitling
- 1992: Gertrud Vasegaard, Inger Exner và Johannes Exner
- 1993: Karen Clemmensen, Ebbe Clemmensen và Knud Holscher
- 1995: Erik Korshagen
- 1996: Sven-Ingvar Andersson
- 1998: Erik Møller
- 1999: Gehrdt Bornebusch
- 2000: Niels Fagerholt, Hans Munk Hansen và Knud Munk
- 2002: Hanne Kjærholm và Grethe Meyer
- 2003: Jørn Palle Schmidt
- 2004: Gutte Eriksen và Poul Ingemann
- 2006: Tyge Arnfred và Lene Tranberg
- 2008: Dorte Mandrup-Poulsen
- 2009: Kim Herforth Nielsen
- 2010: Erik Hansen
- 2011: Ulrik Plesner [2]
- 2012: Jan Søndergaard
- 2013: Jan Gehl
- 2014: Stig L. Andersson
- 2016: Ursula Munch-Petersen
- 2017: Bjarke Ingels
- 2018: Torben Schønherr